# Diocesi di Metropoli di Asia

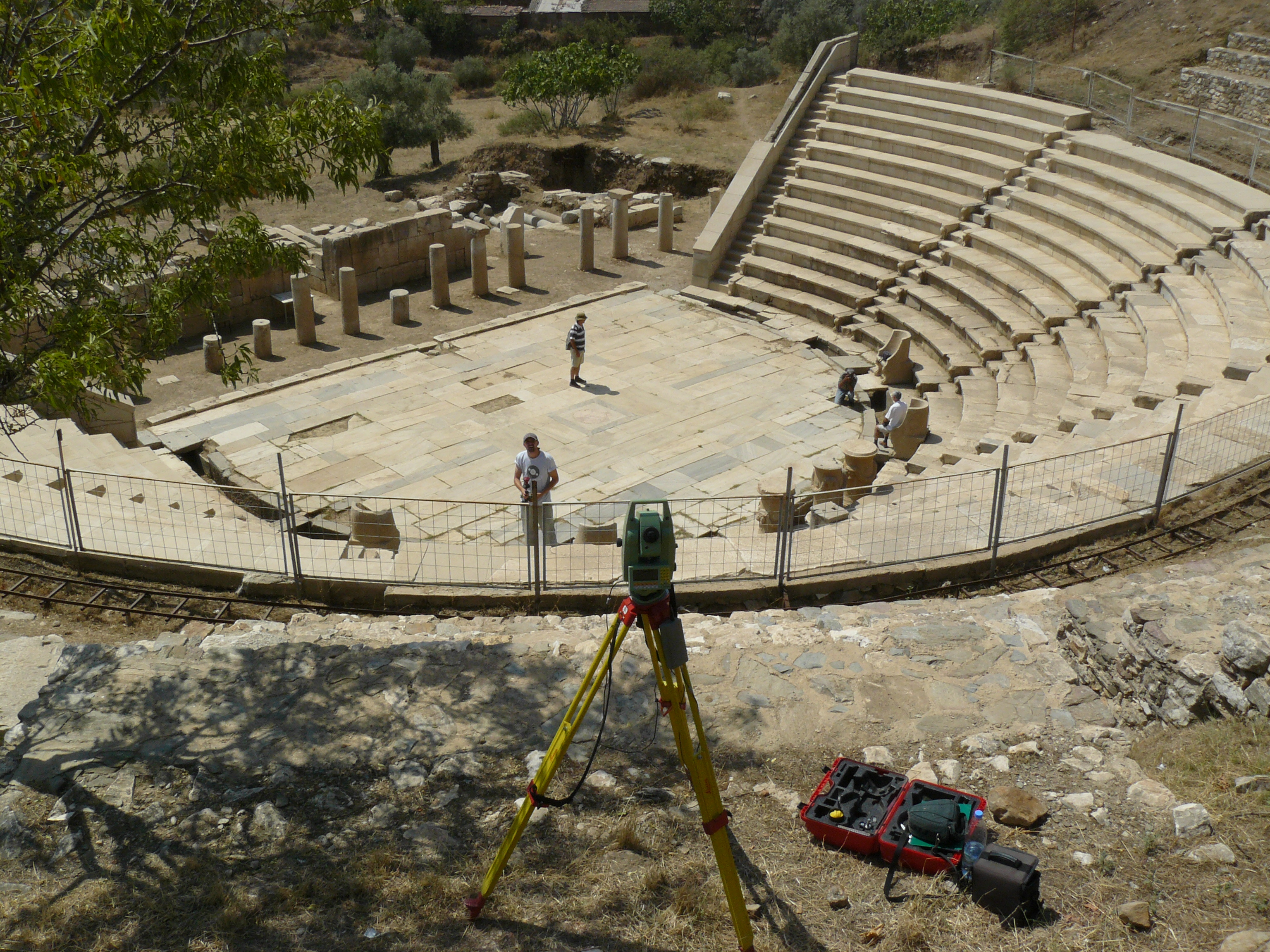
Resti dell'anfiteatro di Metropoli di Asia.

La diocesi di Metropoli di Asia (in latino: Dioecesis Metropolitana in Asia) è una sede soppressa del patriarcato di Costantinopoli e una sede titolare della Chiesa cattolica.

## Storia
Metropoli di Asia, identificabile con le rovine di Tratsa nell'odierna Turchia, è un'antica sede episcopale della provincia romana di Asia nella diocesi civile omonima. Faceva parte del patriarcato di Costantinopoli ed era suffraganea dell'arcidiocesi di Efeso.
La diocesi è documentata nelle Notitiae Episcopatuum del patriarcato di Costantinopoli fino al XII secolo.
Tuttavia sono solo due i vescovi attribuiti a questa diocesi: Marcellino, che prese parte al concilio di Calcedonia nel 451; e Giovanni, che partecipò al concilio di Costantinopoli dell'879-880 che riabilitò il patriarca Fozio di Costantinopoli.
Dal XIX secolo Metropoli di Asia è annoverata tra le sedi vescovili titolari della Chiesa cattolica; la sede è vacante dal 29 agosto 1992.

## Cronotassi

### Vescovi greci
- Marcellino † (menzionato nel 451)
- Giovanni † (menzionato nell'879)

### Vescovi titolari
- Giovanni Ponzi † (18 maggio 1894 - 18 marzo 1895 nominato arcivescovo titolare di Sardi)
- Joseph-Claude Excoffier, M.E.P. † (30 marzo 1895 - 3 maggio 1923 deceduto)
- Jean-Marie Jan † (15 gennaio 1924 - 4 febbraio 1929 succeduto vescovo di Cap-Haïtien)
- Cyrill Rudolph Jarre, O.F.M. † (18 maggio 1929 - 11 aprile 1946 nominato arcivescovo di Jinan)
- Jan Van Cauwelaert, C.I.C.M. † (6 gennaio 1954 - 10 novembre 1959 nominato vescovo di Inongo)
- Fernand-Pierre-Robert Bézac des Martinies † (16 gennaio 1961 - 25 marzo 1963 succeduto vescovo di Aire e Dax)
- Juan de Dios López de Victoria † (1º agosto 1963 - 29 agosto 1992 deceduto)